# SMS Dresden (1917)
Pour les autres navires du même nom, voir SMS Dresden.
Le SMS Dresden est un croiseur léger de la Kaiserliche Marine.

## Histoire
Le navire de la classe Cöln est baptisé en hommage au SMS Dresden, construit en 1907 et coulé dans l'Atlantique sud en 1915. Son lancement a lieu le 25 avril 1917 au Howaldtswerke-Deutsche Werft, à Kiel. Il sera le dernier navire de la Kaiserliche Marine mis en service, le 28 mars 1918.
Après une longue période d'essais, il fait des missions d'éclairage à partir d'août 1918. Aussitôt, il est frappé par une torpille et envoyé en réparation. Quand les mutineries commencent en Allemagne, il se trouve à Eckernförde. Il est désarmé le 7 novembre 1918.
Après la fin de la Première Guerre mondiale, le Dresden est envoyé avec le reste de la flotte allemande à Scapa Flow en novembre 1918. Il amarre à l'est de l'île de Cava. Il est alors sabordé le 21 juin 1919 par l'équipage restant. Il est l'un des sept navires qui ne sont pas renfloués, son épave repose à Scapa Flow par 34 mètres de profondeur.

## Commandement
| De mars à novembre 1918      | Korvettenkapitän Prinz Adalbert de Prusse |
| Novembre 1918                | Kapitän zur See Kurt Franck               |
| Du 6 au 16 novembre 1918     | Korvettenkapitän Albert Gayer             |
| De novembre à décembre 1918  | Korvettenkapitän Johann-Bernhard Mann     |
| De décembre 1918 à juin 1919 | Kapitänleutnant Ludwig Fabricius          |